# Небо ночью
Эта статья — о телепередаче. О музыкальном альбоме см. Sky at Night.
«Небо ночью» (англ. The Sky at Night) — британская ежемесячная астрономическая телепередача производства «Би-би-си». Выходит в эфир с 1957 года по настоящее время. Астроном Патрик Мур был её бессменным ведущим с первого выпуска (24 апреля 1957 года) по 7 января 2013 года (Мур скончался 9 декабря 2012 года) — таким образом, «Небо ночью» является самой продолжительной передачей с одним ведущим (почти 56 лет) в истории телевидения.

## Содержание
Передача освещает широкий круг астрономических вопросов: звёздная эволюция, радиоастрономия, искусственные спутники Земли, чёрные дыры, нейтронные звёзды и пр. В отдельных выпусках было показано, что происходит на ночном небе прямо сейчас, в момент трансляции передачи, особенно если в это время было что-то необычное, например, наблюдателю с земли невооружённым глазом была видна комета или метеорный дождь.

## Ведущие и гости
Как уже говорилось, бессменным ведущим передачи с первого выпуска (24 апреля 1957 года) по 7 января 2013 года был астроном Патрик Мур. Он скончался 9 декабря 2012 года, но ещё месяц в эфир выходили записанные заранее выпуски с его участием.
Также соведущими передачи (и ведущими после смерти Мура) были и другие учёные:
- научный коммуникатор и исследовательница Солнца Люси Грин — два выпуска в 2012 и 2014 годах[4];
- профессор астрофизики Крис Линтотт[англ.] — девятнадцать выпусков в 2005—2009 и в 2011—2015 годах[5];
- учёный-космолог Мэгги Адерин-Покок[6] — пять выпусков в 2014—2015 годах[7];
- астроном-любитель Питер Б. Лоренс[англ.] — девять выпусков в 2009 и 2012—2015 годах[8];
- астроном, математик и писатель Пол Г. Эбел[англ.] — три выпуска в 2009, 2012 и 2013 годах[9].

Гостями передачи бывали знаменитые люди, в том числе:
Астрономы
Харлоу Шепли (первый измерил Млечный Путь), Фред Хойл, Карл Саган, Джоселин Белл Бернелл (первооткрывательница пульсаров), Гарольд Спенсер Джонс, Мартин Райл, Барт Ян Бок, Арнольд Волфендейл, Бернард Ловелл;
Космологи
Карлос Френк, Мартин Джон Рис;
Профессора Открытого университета
Джон Зарнецки, Моника Грэди, Колин Пиллинджер;
Астронавты
Пирс Джон Селлерс, Юджин Сернан, Базз Олдрин, Нил Армстронг;
Прочие
физик Сэмюэль Толански, писатель Артур Кларк, историк науки Аллан Чапмен, актёр-комик Майкл Бентайн, конструктор Вернер фон Браун, рок-музыкант, гитарист группы Queen, астрофизик, близкий друг Патрика Мура Брайан Мэй — четыре выпуска в 1999, 2005, 2011 и 2015 годах.
1 апреля 2007 года гостем программы стал комик-импрессионист Джон Калшоу. Он сыграл роль Патрика Мура в молодости. Выпуск был приурочен к 50-й годовщине передачи в эфире и Дню смеха. Второй раз Калшоу в той же роли появился в передаче 6 марта 2011 года, когда Мур объявил, что сегодня в эфире юбилейный, 700-й, выпуск передачи. Также в этом выпуске в третий раз стал гостем Брайан Мэй.

## 50 лет в эфире
- В 2007 году, в честь 50-летия передачи, Международный астрономический союз присвоил астероиду 2001 SP22 имя (57424) Целумнокту[англ.]. Цифровой индекс в данном случае означает дату выхода первого выпуска передачи (в формате ISO 8601) — 24 апреля 1957 года, а Caelum noctu с латинского языка переводится как «Ночное небо»[13].
- В феврале 2007 года, в честь 50-летия передачи, Королевская почта выпустила набор из шести марок, посвящённых этому событию[14].

## Факты
- Точное количество выпусков передачи неизвестно, так как плёнки с первыми выпусками бывали стёрты, потеряны, выброшены, или же передача шла в прямом эфире без записи. К примеру, один из пропавших эпизодов передачи был случайно обнаружен в архиве телецентра в Джосе (Нигерия), где энтузиасты разыскивали утерянные эпизоды сериала «Доктор Кто»[11]. Последний эпизод с Патриком Муром, вышедший 7 января 2013 года, считался 721-м[1].
- В качестве вступительной и закрывающей музыкальной темы использована увертюра «У ворот замка» — первый номер сюиты «Пеллеас и Мелизанда», написанной Яном Сибелиусом в 1905 году (исполняет Королевский филармонический оркестр, дирижёр — Томас Бичем).
- После смерти ведущего, Патрика Мура, программа не выходила в эфир почти год. Тем не менее, осенью 2013 года Би-би-си опровергло слухи о закрытии по этой причине передачи, так как студия получила огромное количество (более 40 000 к октябрю 2013 года)[15] писем с просьбой не делать этого[1]. «Небо ночью» продолжило выходить в эфир, только с другими, естественно, ведущими, и её вещание было перенесено с флагманского канала BBC One на BBC Four[15] с повторами на BBC Two[3].
- Патрик Мур занесён в Книгу рекордов Гиннесса как самый плодовитый телеведущий в мире. Он вёл все, кроме одного, выпуски передачи «Небо ночью» с 24 апреля 1957 года по 7 января 2013 года. Единственное исключение случилось в июле 2004 года, когда Мур заболел сальмонеллёзом. В том выпуске его заменил профессор астрофизики Крис Линтотт[англ.][16].